# Sekret
Sekret è un singolo della cantante albanese Ronela Hajati, pubblicato il 2 dicembre 2021 su etichetta discografica Onima.
Il brano è stato selezionato per rappresentare l'Albania all'Eurovision Song Contest 2022.

## Descrizione
Il brano, scritto dalla stessa Ronela Hajati e composto da Marko Polo, è stato pubblicato in digitale il 2 dicembre 2021. Il giorno successivo è stato confermato come uno dei venti brani partecipanti alla 60ª edizione del Festivali i Këngës, che si è svolto alla fine del mese stesso. Nella serata finale Sekret, interpretato in una versione leggermente modificata contenente alcuni versi nel ritornello in lingua inglese, ha vinto il primo premio, garantendo a Ronela Hajati la possibilità di riproporlo sul palco dell'Eurovision Song Contest 2022 a Torino in rappresentanza del suo paese.
La versione eurovisiva di Sekret, modificata per rientrare nel limite di tre minuti imposto dal regolamento della competizione e con un testo trilingue prevalentemente in lingua inglese con alcuni versi in spagnolo, è stata pubblicata il 4 marzo 2022.
Nel maggio successivo Ronela Hajati si è esibita durante la prima semifinale della manifestazione europea, dove si è piazzata al 12º posto su 17 partecipanti con 58 punti totalizzati, non riuscendo a qualificarsi per la finale. È risultata la preferita sia dalla giuria, sia dal televoto in Grecia.
Dal punto di vista musicale, è un brano pop con influenze latine, orientali, rap e reggaeton.

## Tracce
Testi di Ronela Hajati, musiche di Marko Polo.
1. Sekret – 3:33

## Classifiche
| Classifica (2022) | Posizione massima |
| ----------------- | ----------------- |
| Grecia            | 67                |